# DualShock
 (транскр.  Дуалшок; такође и Dual Shock, а регистрован као DUALSHOCK) серија је играчких контролера коју развија Sony Interactive Entertainment за своју породицу конзола PlayStation. DualShock је представљен у Јапану новембра 1997. а у САД је стигао годину дана касније. До 2008. године, продано је више од 28 милиона контролера DualShock.

## Изглед
У свим земљама где се користи контролер, осим Јапана, тастером  се означава позитиван, а тастером  негативан одговор.

## Награда
Контролер DualShock је добио награду Еми за „периферни развој и технолошки утицај на играчке контролере” 8. јануара 2007. године.